# East Hamlet
East Hamlet var en civil parish från 1884 till 1987 då den blev en del av Bitterley, Bromfield, Ludford och Ludlow, i grevskapet Shropshire, i England. Civil parish var belägen 25 km från Bridgnorth och hade 66 invånare år 1971.